# Варсен
Варсен (нід. Varsen) — селище в нідерландській провінції Оверейсел. Входить до муніципалітету Оммен.
Його площа становить 12,13 км², а населення станом на 2021 рік складало 720 осіб.